# Colombe-lès-Vesoul
Colombe-lès-Vesoul é uma comuna francesa na região administrativa de Borgonha-Franco-Condado, no departamento de Alto Sona. Estende-se por uma área de 7,94 km². Em 2010 a comuna tinha 472 habitantes (densidade: 59,4 hab./km²).